# Weserauentunnel
Der Weserauentunnel ist ein Straßentunnel im Bereich von Barkhausen, einem Ortsteil der ostwestfälischen Stadt Porta Westfalica in Nordrhein-Westfalen. Im Tunnel wird die Bundesstraße 61 durch die Flussauen zwischen Porta Westfalica und Minden geführt. Wegen der Hochwassergefahr durch die Weser ist die Straße in diesem Bereich in einen wassergeschützten Ufertunnel verlegt worden.

## Regionale Anbindung
Die B 61 ist eine überregionale Bundesstraße und führt von Rheda-Wiedenbrück in Nordrhein-Westfalen nach Bassum in Niedersachsen. Sie ist Teil der Hauptverbindungsachse zwischen Ostwestfalen-Lippe und Bremen. Im Bereich Porta Westfalica verläuft die B 61 östlich des Stadtteils Barkhausen als Umgehungsstraße und führt nahezu parallel zur Weser durch die Weserauen. Die neu gebaute Umgehungsstraße mit dem Weserauentunnel ist vierspurig ausgebaut und hat autobahnähnlichen Zuschnitt. Sie mündet in Minden in der sogenannten Birne, einer kreisverkehrähnlichen Kreuzung der Stadtdurchfahrt nach Norden.
Im Süden (in der Porta) ist für den Übergang über die Weser eine vierspurige Brücke in versetzter Lage neu gebaut worden. Im Rahmen des Ausbaus sind mehrere Häuser in Barkhausen abgerissen worden, um Platz für die Zufahrtsrampen zu erhalten. Die von 1954 stammende Brücke oberhalb des Bahnhofs Porta Westfalica wurde 1995 abgerissen, übrig blieb am rechten Weserufer ein Mauervorsprung, der einen Ausblick auf das Kaiser-Wilhelm-Denkmal ermöglicht. Der Anschluss an die B 61 nach Bad Oeynhausen geht in eine zweistreifig ausgebaute Bundesstraße über.
Durch den Tunnel fährt auch die Regionalbuslinie 610, die vom Zentralen Omnibusbahnhof in Minden über Porta Westfalica-Hausberge bis Porta Westfalica-Eisbergen verkehrt.

## Geschichte
In den 1960er Jahren fuhren etwa 25.000 Autos täglich durch Barkhausen. Daher dachte man bereits damals über Änderungspläne nach. Die Planung und die Umsetzung zog sich jedoch bis Ende der 90er Jahre hin. Besonders durch ortsansässige Bürgerinitiativen, die sich gegen das Projekt wandten, musste der Baubeginn immer wieder verschoben werden.
Ab 23. September 2022 musste der Tunnel aufgrund des Brandes eines Schaltschrankes der zentralen Leittechnik und dem daraus resultierendem Ausfall der Tunnelbeleuchtung für eine Woche voll gesperrt werden. Anschließend wurde die Röhre in Fahrtrichtung Porta Westfalica freigegeben, in Gegenrichtung blieb der Tunnel aufgrund defekter Sicherheitskameras mehrere Wochen bis zum 26. Oktober gesperrt. Ursache des  Brandes war ein Kurzschluss.
Nach einem Defekt am 1. Oktober 2024 muss die Brandmeldeanlage altersbedingt vollständig ausgetauscht werden. Dazu mussten die rechten Fahrspuren in beide Richtungen gesperrt werden, wobei auch der Rampenbereich in Hausberge in Richtung Minden ebenso gesperrt wurde.

## Bauwerksdaten und Tunnelsicherheit
Der 1.730 Meter lange Tunnel, mit einer 310 m langen südlichen und einer 520 m langen nördlichen Rampe, ist Teil eines Neubauabschnittes der B 61 in den Weserauen zwischen den Städten Porta Westfalica und Minden. Der offizielle Spatenstich erfolgte am 25. August 1998. Die zweispurig befahrbaren Röhren sind jeweils 9,50 Meter breit und 4,95 Meter hoch.  Nach über vierjähriger Bauzeit wurde der zweiröhrige Straßentunnel am 6. Dezember 2002 eingeweiht und wenige Tage später für den Verkehr freigegeben. Die Gesamtkosten beliefen sich auf zirka 82 Millionen Euro.
Der Weserauentunnel gehört nach Expertenangaben dank seiner mittlerweile rund 7 Mio. Euro teuren Sicherheitsausstattung, die nach Tunnelkatastrophen teilweise nachgerüstet wurde, zu den sichersten Tunneln in Deutschland.
An den Tunnelwänden sind im Abstand von jeweils 25 m Fluchtwegorientierungsleuchten angebracht. Dazwischen wurden im Oktober 2009 rechts und links der Fahrbahnen selbstleuchtende Leitelemente in LED-Technik in den Boden eingebaut, ebenfalls in 25-m-Abständen. Sie dienen der besseren Orientierung. Die Leuchten können sowohl in Fahrtrichtung als auch entgegengesetzt wahrgenommen werden. Durch Fluchtwegorientierung und Leitelemente gibt es etwa alle 12,5 m eine Beleuchtung.
Der Tunnel wird rund um die Uhr von der Tunnelleitzentrale der Landesverkehrszentrale NRW unter anderem mittels einer Videoanlage überwacht. Dazu sind 14 Farbkameras je Röhre vorhanden. Im Oktober 2009 wurde in den Notausstiegen weitere Videokameras und Lautsprecher installiert. Die Kameras an den Tunnelportalen können gedreht, geneigt und gezoomt werden. Mögliche Brände werden von einem Brandmeldesystem erfasst und an die Einsatzleitstelle gemeldet. Die Landesverkehrszentrale NRW gehört zum Landesbetrieb Straßenbau NRW (Straßen.NRW).
Kommt es zu einem Unfall in einer der beiden Tunnelröhren, so bestehen mehrere Möglichkeiten: Über 27 Notrufstationen im Abstand von jeweils 150 m kann ein Notruf abgesetzt werden. Über 10 Fluchttüren in der Mittelwand kann die betroffene Röhre verlassen werden. Ferner dienen vier Treppenhäuser als Notausstiege. Über sie ist die Tunneldecke erreichbar, wo der Weser-Radweg verläuft. Zu den Sicherheitseinrichtungen des Tunnels zählen zudem 20 Strahlventilatoren mit einer Leistung von jeweils 12,5 kW, welche Brandrauch aus den Röhren drücken können.
Nahe der beiden Tunnelportale wurden Landeplätze für Rettungshubschrauber angelegt.
Um den Tunnel an die Sicherheitsstandards der RABT (Richtlinien für die Ausstattung und den Betrieb von Straßentunneln) 2006 anzupassen, wurden 2016–2018 weitere Maßnahmen begonnen und teilweise durchgeführt (z. B. Erneuerung der Fluchttüren (Mittelwand und Fluchttreppenhäuser)), die 2020 beendet wurden.